# Thereva corpulenta
Thereva corpulenta är en tvåvingeart som beskrevs av Krober 1929. Thereva corpulenta ingår i släktet Thereva och familjen stilettflugor. Inga underarter finns listade i Catalogue of Life.